# Обир
„Обир“ (на английски: Heist) е американски криминален трилър от 2001 г. на режисьора Дейвид Мамет. Във филма участват Джийн Хекман, Дани Де Вито, Делрой Линдо, Сам Рокуел, Ребека Пиджън и Рики Джей. Филмът става най-високобюджетния филм, режисиран от Мамет в Съединените щати.

## Актьорски състав
| Актьор         | Роля                |
| -------------- | ------------------- |
| Джийн Хекман   | Джо Мур             |
| Дани Де Вито   | Мики Бъргман        |
| Делрой Линдо   | Боби Блейн          |
| Ребека Пиджеон | Фран Мур            |
| Сам Рокуел     | Джими Силк          |
| Рики Джей      | Дони „Пинки“ Пинкъс |